# NGC 3132
NGC 3132 (còn được gọi là Eight-Burst Nebula, Southern Ring Nebula, "Tinh vân Chiếc nhẫn phương Nam" hay Caldwell 74) là một tinh vân hành tinh sáng và được nghiên cứu rộng rãi trong chòm sao Thuyền Phàm. Khoảng cách của nó từ Trái Đất được ước tính vào khoảng 613 pc. hoặc 2.000 năm ánh sáng.
Southern Ring Nebula được chọn là một trong năm vật thể vũ trụ được Kính thiên văn Không gian James Webb quan sát như một phần của việc công bố những hình ảnh khoa học chính thức đầu tiên của nó vào ngày 12 tháng 7 năm 2022.

## Hạt nhân tinh vân hành tinh (PNN)
Hình ảnh của NGC 3132 cho thấy hai ngôi sao gần nhau trong tinh vân, một ngôi sao có độ lớn thứ 10, ngôi sao còn lại có độ lớn thứ 16. Ngôi sao trung tâm của tinh vân hành tinh là một ngôi sao lùn trắng, và là ngôi sao lùn trắng mờ hơn trong cả hai ngôi sao. Ngôi sao trung tâm nóng khoảng 100.000 K này hiện đã thổi bay các lớp bên ngoài của nó và đang làm cho tinh vân phát sáng rực rỡ do phát ra bức xạ cực tím cường độ cao của nó.